# Ophiopristis axiologus
Ophiopristis axiologus is een slangster uit de familie Ophiacanthidae.
De wetenschappelijke naam van de soort werd in 1909 gepubliceerd door Hubert Lyman Clark.